# Luter (film)
Luter (niem. Luther) – niemiecko-amerykański dramat biograficzny z 2003 roku w reżyserii Erica Tilla, oparty na życiu Marcina Lutra i początkach reformacji w Niemczech.

## Obsada
- Joseph Fiennes – Marcin Luter
- Alfred Molina –  dominikanin Johann Tetzel
- Jonathan Firth – kardynał Girolamo Aleandro
- Claire Cox – Katarzyna von Bora
- Peter Ustinov – książę saski Fryderyk III Mądry
- Bruno Ganz – przyjaciel i ojciec duchowy Marcina Lutra Jan von Staupitz
- Uwe Ochsenknecht – papież Leon X
- Mathieu Carrière – kardynał Tomasz Kajetan
- Benjamin Sadler – sekretarz księcia saskiego Georg Spalatin
- Jochen Horst – profesor Andreas Karlstadt
- Torben Liebrecht – cesarz Karol V Habsburg
- Maria Simon – Hanna
- Lars Rudolph – współpracownik Marcina Lutra Filip Melanchton
- Marco Hofschneider – Ulrick
- Christopher Buchholz – zaciekły przeciwnik Marcina Lutra Jan Mayer von Eck
- Timothy Peach – nuncjusz papieski Karl von Miltitz
- Anian Zollner – landgraf Hesji Filip Wielkoduszny

## Streszczenie
Film rozpoczyna się podczas burzy w 1505, kiedy Luter wraca do domu. Z obawy o utratę życia podczas uderzeń piorunów oddaje swoje życie Bogu i zostaje zakonnikiem.
Następna scena ma miejsce w roku 1507, kiedy Luter jest już augustiańskim mnichem w Erfurcie. W tamtym czasie, będąc w klasztorze, stale zamartwia się wyobrażeniem obrazu Boga jako zawistnego i mściwego sędziego. Marcin jest wspierany przez Jana von Staupitza, starszego zakonnika, który jest jego opiekunem i mentorem. Ten mówi mu, aby patrzył na Chrystusa zamiast na siebie.
Później Luter dostarcza list od Staupitza do Rzymu, gdzie popada w kolejne rozterki widząc niegodziwy styl życia ludzi w tym mieście. Staje w kolejce, by przez chwilę zobaczyć czaszkę należącą rzekomo do Jana Chrzciciela oraz zakupuje odpust za grzechy dziadka. Wkrótce zaczyna wątpić w ważność takiego odpustu.
Po powrocie do Niemiec zaczyna mówić w swoim zgromadzeniu, że Bóg jest nie tylko Bogiem karzącym, ale jest przede wszystkim Bogiem miłosiernym. Miłość Boga i jego przebaczenie jest daleko więcej cechą Boga niż obraz sprawiedliwego, ale surowego sędziego wymierzającego tylko kary.
W tym czasie do Wittenbergi przybywa kaznodzieja odpustowy dominikanin Jan Tetzel, który w jarmarczny sposób sprzedaje listy odpustowe strasząc mękami czyśccowymi dla tych, którzy nie zapłacą za ich wykup (Dochód z ich sprzedaży przeznaczony był po połowie na budowę nowej bazyliki św. Piotra w Rzymie i na spłatę długu zaciągniętego w banku Jakuba Fuggera przez komisarza odpustowego w Niemczech arcybiskupa Magdeburga i biskupa Halberstadt Albrechta Hohenzollerna za łapówkę dla Stolicy Apostolskiej za Arcybiskupstwo Moguncji).
Luter w swoim kościele potępił sprzedaż odpustów, nazywając je "tylko kawałkiem papieru". Wkrótce przybija do drzwi katedry zamkowej 95 tez otwierając debatę odnośnie do odpustów. W następstwie tego jest wezwany do Augsburga, aby stanął przed obliczem legata papieskiego kardynała Kajetana i bezwarunkowo odwołał błędy zawarte w tezach bez wdawania się w żadne dysputy. Luter jednak nie odwołał żadnej ze swoich tez.
Jego życie jest w niebezpieczeństwie. Ucieka i chroni się u swojego protektora elektora saskiego Fryderyka III Mądrego, który odmawia kardynałowi wysłania Lutra do Rzymu.
Papież Leon X wysyła nuncjusza papieskiego Karla von Miltitza, aby przekonał księcia do wydania Lutra, ale ten pozostaje nieugięty. W odpowiedzi na to papież ekskomunikuje Lutra i nakazuje spalenie jego książek, na co Luter odpowiada spaleniem bulli papieskiej.
Fryderyk III Mądry i cesarz Karol V Habsburg decydują, że Luter będzie sądzony w Niemczech w Wormacji, a cesarz zapewni mu bezpieczeństwo.
Tam Luter nie wyrzeka się swoich tez mówiąc, że tylko dowody z Biblii mogłyby go do tego skłonić, gdyż wszystko, co napisał, opiera na Piśmie Świętym. Jego życie jest w niebezpieczeństwie. W drodze powrotnej zostaje porwany przez ludzi Fryderyka III Mądrego i ukryty na zamku Wartburg, gdzie zaczyna tłumaczyć Biblię na język niemiecki.
W tym czasie jego były profesor Andreas Karlstadt występuje z żądaniem radykalnej reformacji, co powoduje chłopską rewoltę przeciwko uciskowi możnych. Zgraje chłopstwa plądrują kościoły i zabijają duchownych. Luter wstrząśnięty tymi wydarzeniami popiera książąt w uśmierzeniu buntu.
Do Lutra przybywają zakonnice, które uciekły z klasztoru przez trzy dni ukryte w beczkach po śledziach. Jedną z nich jest Katarzyna von Bora, którą ten poślubia. Luter kończy tłumaczenie Nowego Testamentu i dedykuje je Fryderykowi III Mądremu.
Cesarz Karol V zwołuje elektorów Rzeszy do Augsburga, żeby skłonić ich do porzucenia protestantyzmu i zakazania czytania Biblii w języku niemieckim. Książęta odmawiają, oddając swoje życie do decyzji władcy – cesarz zostaje w ten sposób zmuszony dać pozwolenie na odczytanie wyznania augsburskiego.